# For Love of the Flag
Pour plus de détails, voir Fiche technique et Distribution.
For Love of the Flag est un film muet américain réalisé par Burton L. King et sorti en 1913.

## Fiche technique
- Titre : For Love of the Flag
- Réalisation : Burton L. King
- Scénario :
- Producteur : Thomas H. Ince
- Société de production : Kay-Bee Pictures
- Société de distribution : Mutual Film, J.F. Brockliss
- Pays de production :  États-Unis
- Langue : Anglais
- Format : Noir et blanc — 35 mm — 1,33:1 — Muet
- Genre : Film dramatique
- Durée :
- Date de sortie : 
  - États-Unis : 16 mai 1913

## Distribution
- Richard Stanton : Lieutenant Ashford
- Ann Little : Winnie